# (274300) UNESCO
(274300) UNESCO est un astéroïde de la ceinture principale.

## Description
(274300) UNESCO est un astéroïde de la ceinture principale. Il fut découvert en Ukraine le 25 août 2008 à Andrushivka. Il présente une orbite caractérisée par un demi-grand axe de 2,433 UA, une excentricité de 0,141 et une inclinaison de 3,698° par rapport à l'écliptique.
Il fut nommé en l'honneur de l'UNESCO, agence spécialisée dans le développement de la culture, des sciences et de l'éducation, dépendant de l'ONU.

## Compléments